# Lenzing
Lenzing è un comune austriaco di 5 008 abitanti nel distretto di Vöcklabruck, in Alta Austria; ha lo status di comune mercato (Marktgemeinde).